# Stephen Merchant
Stephen James Merchant (ur. 24 listopada 1974 w Bristolu) – angielski scenarzysta, reżyser, prezenter radiowy, komik estradowy i aktor. Współtwórca seriali komediowych telewizji BBC Two: Biuro, Statyści, Life's Too Short (z Rickym Gervaisem), programu podróżniczego Sky1 Idiota za granicą (z Gervaisem i Karlem Pilkingtonem).
Był jednym z prowadzących (także z Gervaisem i Pilkingtonem) audycji satyrycznej The Ricky Gervais Show, w latach 2001-2005 transmitowanej w stacji radiowej XFM London, zaś między 2006 a 2011 publikowanej w formie podcastów.
W 2013 r. wystąpił w głównej roli w autorskim sitcomie HBO Witam panie.

## Filmografia

### Filmy
| Rok  | Film                      | Rola                      | Uwagi                                             |
| ---- | ------------------------- | ------------------------- | ------------------------------------------------- |
| 2007 | Hot Fuzz                  | Peter Ian Staker          |                                                   |
| 2007 | Gazu, mięczaku, gazu!     | Mężczyzna ze złamaną nogą |                                                   |
| 2009 | Było sobie kłamstwo       | Mężczyzna w drzwiach      |                                                   |
| 2010 | Dobra wróżka              | Tracy                     |                                                   |
| 2010 | Cemetery Junction         | Dougie Boden              | Również scenarzysta/reżyser                       |
| 2010 | Jackboots on Whitehall    | Tom                       | Tylko głos                                        |
| 2010 | Burke i Hare              | Holyrood Footman          |                                                   |
| 2011 | Bez smyczy                | Gary                      |                                                   |
| 2011 | Gnomeo i Julia            | Paris                     | Tylko głos                                        |
| 2012 | Movie 43                  | Donald                    |                                                   |
| 2017 | Logan: Wolverine          | Caliban                   |                                                   |
| 2017 | Stolik 19                 | Walter Thimbl             |                                                   |
| 2017 | Piękna i Bestia           | Monsieur Toilette         | cameo; scena usunięta                             |
| 2018 | Sherlock Gnom             | Paris                     | Tylko głos                                        |
| 2018 | Dziewczyna w sieci pająka | Frans Balder              |                                                   |
| 2019 | Na ringu z rodziną        | Hugh                      | także reżyser, scenarzysta i producent wykonawczy |
| 2019 | Grzeczni chłopcy          | Claude                    |                                                   |
| 2019 | Jojo Rabbit               | Kapitan Deertz            |                                                   |

### Telewizja
| Rok          | Show                                     | Rola                                             | Uwagi                 |
| ------------ | ---------------------------------------- | ------------------------------------------------ | --------------------- |
| 2000         | Meet Ricky Gervais                       | Pracownik studia                                 |                       |
| 2002         | Biuro                                    | Nathan (Oggmonster) / Paul Shepherd (tylko głos) | Scenarzysta/reżyser   |
| 2004         | Garth Marenghi’s Darkplace               | Szef kuchni                                      | Część 2 – Cameo       |
| 2004         | Zielone skrzydło                         | Laborant (gościnnie)                             | Część 6 – Cameo       |
| 2005         | Statyści                                 | Darren Lamb                                      | Scenarzysta/reżyser   |
| 2007         | 24 godziny                               | technik CTU (Counter Terrorist Unit)             |                       |
| 2010–present | The Ricky Gervais Show                   | On sam                                           |                       |
| 2010         | Idiota za granicą                        | On sam                                           | Producent wykonawczy  |
| 2011         | Life's Too Short                         | On sam                                           | Scenarzysta i reżyser |
| 2011         | Ronnie Corbett's Comedy Britain          | On sam                                           |                       |
| 2011         | Idiota za granicą 2: The Bucket List     | On sam                                           | Producent wykonawczy  |
| 2012         | Idiota za granicą 3: The Short Way Round | On sam                                           | Producent wykonawczy  |
| 2013         | Witam panie                              | Stuart Pritchard                                 | scenarzysta, reżyser  |

### Gry komputerowe
| Rok  | Gra                       | Rola     | Uwagi      |
| ---- | ------------------------- | -------- | ---------- |
| 2011 | Portal 2, Team Fortress 2 | Wheatley | Tylko głos |